# Nicolau Coelho

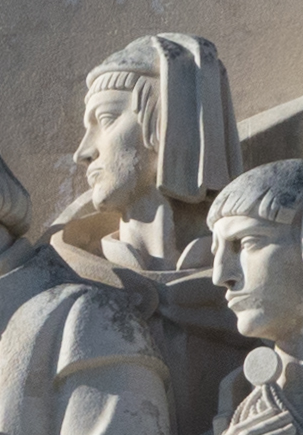
Efigie de Nicolau Coelho (Monumento a los Descubrimientos) en Lisboa, Portugal.

Nicolau Coelho (Felgueiras, ca. 1460 - algún lugar frente a las costas de Mozambique, enero de 1504) fue un navegante y explorador portugués que participó en varios viajes célebres: acompañó a Vasco da Gama en el descubrimiento de la ruta marítima a la India, en 1497-99, siendo el primero en regresar al mando de la carabela Berrío ; y también fue uno de los capitanes de la flota de Pedro Álvares Cabral que realizó el descubrimiento de Brasil en 1500.
Murió en enero de 1504 en el mar, en un lugar desconocido, al naufragar su barco de regreso de su tercer viaje a la India, bajo el mando de Francisco de Albuquerque, posiblemente frente a la costa de Mozambique.

## Biografía

### Origen
Nicolau Coelho nació en Felgueiras, en la región de Fafe, en el distrito de Braga, en el norte de Portugal. Aunque el genealogista portugués Manuel José da Costa Felgueiras Gayo tenía registrada de buena fe a su familia como descendiente de los nobles Coelho, señores de Felgueiras y Vieira, fidalgos de primera plana de Portugal, la verdad es que se sabe, por el contenido de la carta de escudo de armas novas por la que se concedía la fidalguía a Nicolau Coelho, que este era tenido de conto plebeu, es decir, que no era de origen noble, habiendo sido ennoblecido por su propio valor y los servicios distinguidos a la Corona. Era hijo de Pedro Coelho y o bien de Luisa de Gois o de Inés de Ataíde, dependiendo de las fuentes genealógicas. Antes de 1495 se casó con Brites Rodrigues de Ataíde, que le dio varios hijos: Nicolau, Francisco, Joana, Jorge y Leonor.

### Viaje con Vasco da Gama
Experimentado navegante y de gran valor, en 1497 Nicolau Coelho acompañó a Vasco da Gama en el primer viaje a la India. Comandante del barco Berrío, que tenía como piloto a Pêro Escobar y por escribano a Álvaro de Braga, participó también en descubrimiento de la ruta marítima a la India. en el viaje de ida fue el primero de los capitanes de Gama que llegó a Mozambique y estableció contacto con el sultán de Kilwa. A su regreso al reino, el 20 de marzo de 1499, después de assaz trabalho, fue atrapado por una violenta tespestad cerca de Cabo Verde. Separado de los otros dos barcos de la escuadra, Nicolau Coelho fue el primero en arribar al río Tajo en Lisboa, el 10 de julio de 1499, con la buena noticia de la llegada India, lo que provocó el regocijo general y grandes recompensas. El rey Manuel I de Portugal le prodigó grandes honores: en una carta real de febrero de 1500, le concedió una gran pensión anual de 50.000 real, propiedades y un nuevo escudo de armas. Fue hecho 'Caveleiro da Casa Real ese mismo año.

### Viaje con Pedro Álvares Cabral
Después de seis meses pasados en Europa, Nicolau Coelho reembarcó capitaneando un barco en la segunda Armada de la India, entre los 13 barcos de la flota de Pedro Álvares Cabral que vinieron a conocer oficialmente Brasil en 1500. Nicolau Coelho desembarcó en la tierra de Vera Cruz, en el primer barco, estableciendo contacto con los nativos y participó en la primera visita realizada por los indígenas a la nao capitana.

### Armada de Afonso y Francisco de Albuquerque
En 1503 regresó a la India al mando de la nave Faial en la flota de tres navíos de Afonso de Albuquerque, que seguía en su primer viaje a la India en una armada conjunta con su primo Francisco de Albuquerque. Desempeñando siempre misiones arriesgadas, Nicolau Coelho murió en el viaje de regreso a Portugal con Francisco de Albuquerque, en enero de 1504, en el hundimiento del barco Faial cerca de los "baixios de São Lázaro", actual archipiélago de las Quirimbas, Mozambique.